# Procestrotus deemingi
Procestrotus deemingi är en tvåvingeart som beskrevs av Elisabeth K. Stuckenberg 1971. Procestrotus deemingi ingår i släktet Procestrotus och familjen lövflugor. Inga underarter finns listade i Catalogue of Life.